# Episodi di Buongiorno professore (seconda stagione)
La seconda stagione della serie televisiva Buongiorno professore è stata trasmessa in anteprima in Germania dalla ZDF tra il 5 gennaio 1993 e il 30 marzo 1993.
| nº | Titolo originale             | Titolo italiano | Prima TV Germania | Prima TV Italia |
| -- | ---------------------------- | --------------- | ----------------- | --------------- |
| 1  | Warum nicht Potsdam          |                 | 5 gennaio 1993    |                 |
| 2  | Der Schulanfänger            |                 | 12 gennaio 1993   |                 |
| 3  | Die neue Wohnung             |                 | 19 gennaio 1993   |                 |
| 4  | Ein Kündigungsgrund          |                 | 26 gennaio 1993   |                 |
| 5  | Ein paar Einbrüche           |                 | 2 febbraio 1993   |                 |
| 6  | Tanzstunde                   |                 | 9 febbraio 1993   |                 |
| 7  | Schule der Liebe             |                 | 16 febbraio 1993  |                 |
| 8  | Der Strohwitwer              |                 | 23 febbraio 1993  |                 |
| 9  | Nichts als Missverständnisse |                 | 2 marzo 1993      |                 |
| 10 | Eine Herzensangelegenheit    |                 | 9 marzo 1993      |                 |
| 11 | Die Ferienreise              |                 | 16 marzo 1993     |                 |
| 12 | Die Flucht                   |                 | 23 marzo 1993     |                 |
| 13 | Der Rücktritt                |                 | 30 marzo 1993     |                 |